# Pursuance: The Music of John Coltrane
Pursuance: The Music of John Coltrane (tłum. Święcenie: Muzyka Johna Coltrane'a) - dziewiąta płyta autorska amerykańskiego saksofonisty jazzowego Kenny'ego Garretta z 1996 roku, dedykowana pamięci Johna Coltrane'a.

## Lista utworów
1. "Countdown" (kompozytor: Coltrane) (3:42)
2. "Equinox" (kompozytor: Coltrane) (7:38)
3. "Liberia" (kompozytor: Coltrane) (7:33)
4. "Dear Lord" (kompozytor: Coltrane) (5:53)
5. "Lonnie's Lament" (kompozytor: Coltrane) (5:23)
6. "After the Rain" (kompozytor: Coltrane) (7:21)
7. "Like Sonny" (kompozytor: Coltrane) (6:13)
8. "Pursuance" (kompozytor: Coltrane) (6:05)
9. "Alabama" (kompozytor: Coltrane) (6:10)
10. "Giant Steps" (kompozytor: Coltrane) (3:23)
11. "Latifa" (kompozytor: Blade, Garrett, Metheny, Whitaker) (5:47)

## Twórcy
- Kenny Garrett - saksofon altowy
- Pat Metheny - gitara
- Rodney Whitaker - kontrabas
- Brian Blade - perkusja